# Шен ан Семин
Шен ан Семин (фр. Chêne-en-Semine) насеље је и општина у источној Француској у региону Рона-Алпи, у департману Горња Савоја која припада префектури Сен Жилијен ан Женвоа.
По подацима из 2011. године у општини је живело 414 становника, а густина насељености је износила 43,76 становника/km². Општина се простире на површини од 9,46 km². Налази се на средњој надморској висини од 510 метара (максималној 553 m, а минималној 320 m).

## Демографија
| 1962. | 1968. | 1975. | 1982. | 1990. | 1999. | 2011. |
| ----- | ----- | ----- | ----- | ----- | ----- | ----- |
| 197   | 204   | 183   | 198   | 234   | 257   | 414   |

График промене броја становника у току последњих година